# Sea of Stars
Sea of Stars è un videogioco di ruolo del 2023 sviluppato da Sabotage Studio per Microsoft Windows, PlayStation 4, PlayStation 5, Nintendo Switch, Xbox One e Xbox Series X e Series S. Il gioco è ambientato nello stesso universo di The Messenger.

## Sviluppo
Sea of Stars è stato finanziato tramite crowdfunding su Kickstarter. Il gioco è ispirato a titoli quali Ninja Gaiden, Super Mario RPG, Illusion of Gaia e Chrono Trigger. Alla colonna sonora ha contribuito il compositore Yasunori Mitsuda.
È il primo videogioco ad essere distribuito contemporaneamente su PlayStation Plus e su Xbox Game Pass.

## Accoglienza
Il Guardian ha dato il massimo dei voti (5 stelle) a Sea of Stars.
Nonostante fosse disponibile sia su PlayStation Plus che su Xbox Game Pass, il gioco ha venduto oltre 100 000 copie nel primo giorno di pubblicazione.